# Meteorus provancheri
Meteorus provancheri är en stekelart som beskrevs av Dalla Torre 1898. Meteorus provancheri ingår i släktet Meteorus och familjen bracksteklar. Inga underarter finns listade i Catalogue of Life.